# پناهگاه صخره‌ای تنگ چاه وقه ۲
پناهگاه صخره‌ای تنگ چاه وقه ۲ مربوط به دوران پارینه‌سنگی جدید - دوران فرادیرینه‌سنگی است و در شهرستان پاسارگاد، بخش مرکزی، دهستان سرپنیران، روستای علی‌آباد، ۴ کیلومتری شمال جاده سعادت شهر به ارسنجان، تنگ چاه وقه واقع شده و این اثر در تاریخ ۳۰ بهمن ۱۳۸۶ با شمارهٔ ثبت ۲۰۸۵۴ به‌عنوان یکی از آثار ملی ایران به ثبت رسیده است.